# Ц̌
Cette page contient des caractères spéciaux ou non latins. S’ils s’affichent mal (▯, ?, etc.), consultez la page d’aide Unicode.
Ц̌ (minuscule : ц̌), appelé tsé caron, est une lettre additionnelle de l’alphabet cyrillique utilisée en wakhi. Elle est composée du tsé ‹ Ц › diacrité d’un caron.

## Représentation informatique
Le tsé caron peut être représenté avec les caractères Unicode suivants (cyrillique, diacritiques) :
| formes    | représentations | chaînes de caractères | points de code | descriptions                                      |
| --------- | --------------- | --------------------- | -------------- | ------------------------------------------------- |
| capitale  | Ц̌               | Ц◌̌                    | U+0426 U+030C  | lettre majuscule cyrillique tsé diacritique caron |
| minuscule | ц̌               | ц◌̌                    | U+0446 U+030C  | lettre minuscule cyrillique tsé diacritique caron |